# Lycosa musgravei
Lycosa musgravei este o specie de păianjeni din genul Lycosa, familia Lycosidae, descrisă de Mckay, 1974. Conform Catalogue of Life specia Lycosa musgravei nu are subspecii cunoscute.